# Биикжал (посёлок)
Биикжал (каз. Биікжал) — нежилой посёлок в Жылыойском районе Атырауской области Казахстана.
Был основан как посёлок буровиков, разрабатывавших одноимённое месторождение Биикжал. Велась добыча нефти. Со второй половины 1990-х годов не значится в документах как населённый пункт.
Название посёлка переводится с казахского как высокая грива.

## Население
| Численность населения | Численность населения |
| 1989                  | 1991                  |
| --------------------- | --------------------- |
| 718                   | ↘700                  |